# 青海省经济

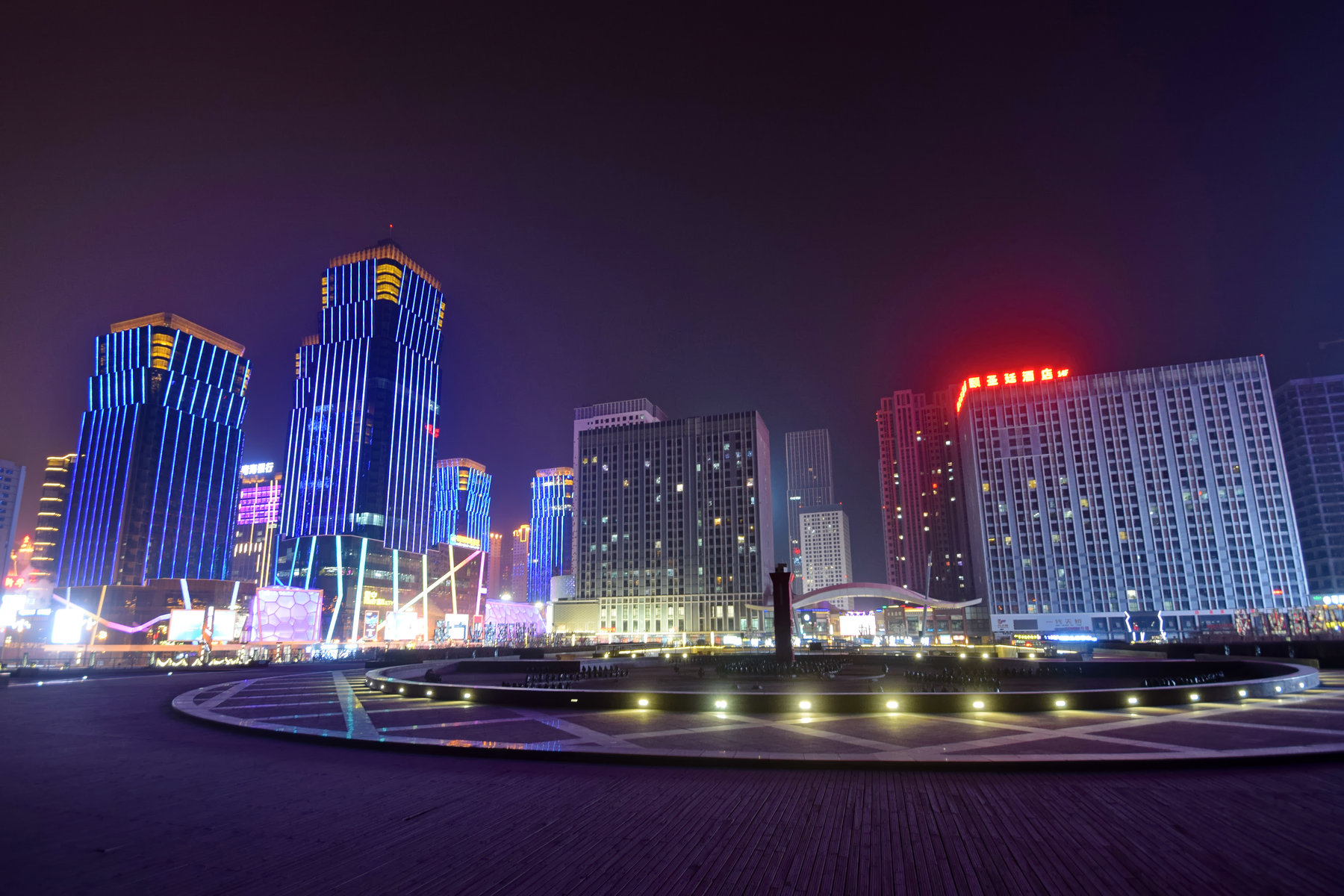
西寧市海湖新區

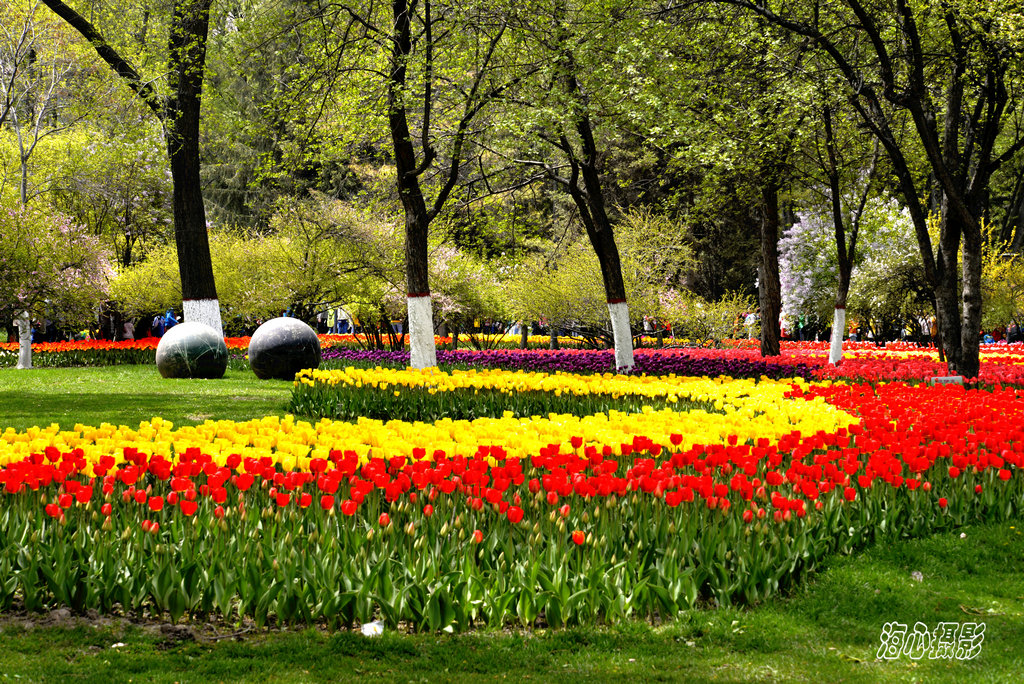
郁金香花卉产业

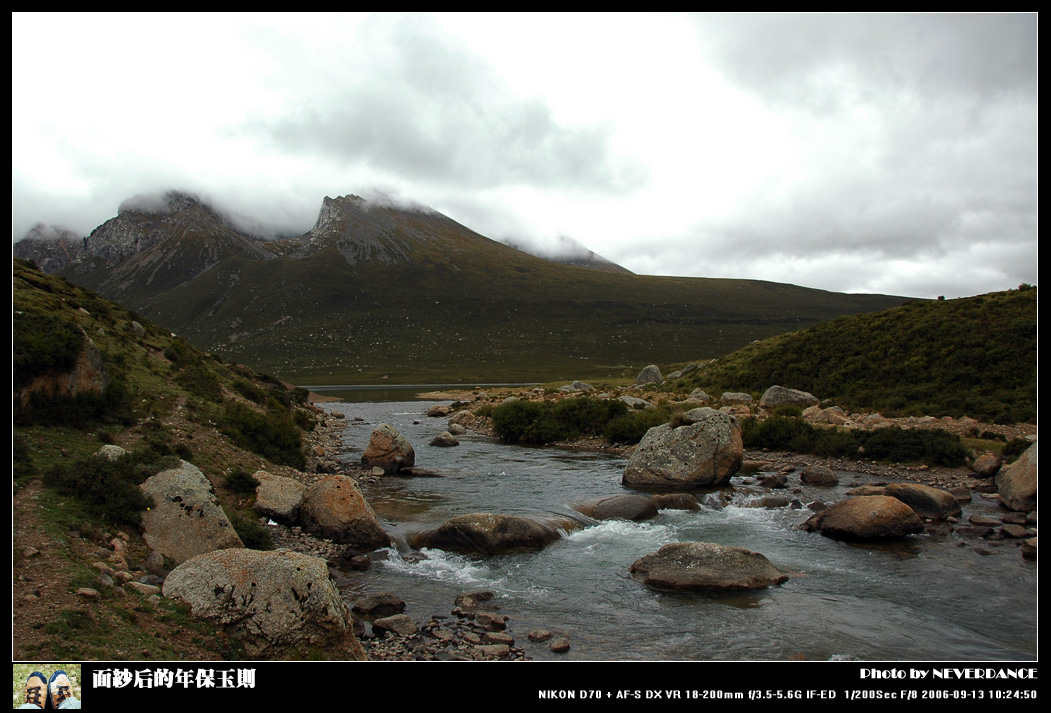
青海省仙女湖旅游区

青海经济指中华人民共和国青海省的经济。

## 概况
青海是中国西部省份，辖域广袤，但人口较少，经济发展较为落后，2020年地区生产总值只有3005.92亿元（人民币下同）人均GDP为41428.99元。不论是GDP总量还是人均GDP在大陆各省市排名都较为靠后，青海没有经济特区，副省级市，自由贸易区与国家级新区。农业方面青海在2020年全省总播种面积571.42千公顷，作物以小麦，青稞，玉米为主。因为青海拥有多个优良牧场，青海的畜牧业也较为发达。工业方面，石化和矿业是青海工业的主体产业，青海的石油储量大，油田主要集中在柴达木盆地，青海油田是世界上海拔最高的油气田，也是中国最早开发的油田之一，在2020年日产量达到6340吨 ，是中国的主要产油，天然气基地之一。青海的煤炭储量也相当大，拥有多个大型煤炭矿田，但青海的煤矿开采也引发了一系列的环境破坏和腐败的争议。青海旅游业发展较好，旅游资源丰富，拥有多个自然保护区，包括著名的可可西里和三江源。2019年全年接待国内外游客5080.17万人次，旅游总收入561.33亿元。

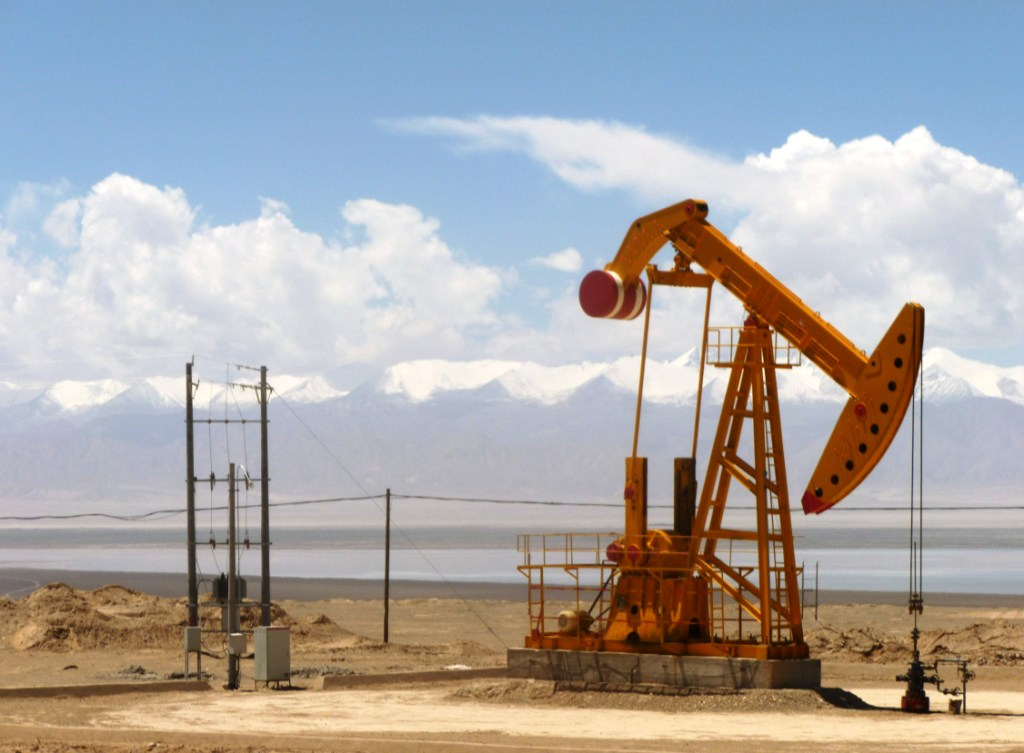
柴达木的油田